# Carlos Rodríguez Jiménez
Carlos Rodríguez Jiménez nació en la villa de Upata, Estado Bolívar, Venezuela el 21 de agosto de 1899, fue un diplomático que tuvo a su cargo la Embajada de Venezuela en Japón.

## Biografía
Fue hijo de Antonio María Rodríguez y Rafaela Jiménez Acevedo de Rodríguez. En 1915 la familia se traslada a Caracas donde realiza sus estudios de secundaria y entra en la Universidad Central de Venezuela. Se graduó en Farmacia en el año de 1921 y luego en el año de 1924 obtiene dos títulos, primero el de Dr. en Ciencias Políticas y luego el de Abogado, obtuvo también el título de Intérprete Público con la experiencia que adquirió trabajando en la cancillería. Contrajo matrimonio con Carmen Herminia Delgado Pérez nacida en Ciudad Bolívar, Estado Bolívar.
Los primeros pasos en la Francmasonería los realizó al inscribirse como luveton de Logia Pedro Cova en 1897. El 23 de mayo de 1929 es iniciado en Logia Asilo de la Paz de Ciudad Bolívar. 
El 26 de enero de 1931 fue designado cónsul general de Venezuela en Japón, llegando a la ciudad de Tokio el 3 de mayo de 1931 y promoviendo las relaciones comerciales y culturales entre Venezuela y Japón. Fue fundador de una revista latinoamericana que llamó “Asia América” la cual sirvió de lazo entre ambos continentes difundiendo el conocimiento sobre los países americanos de habla hispana en Asia, también inició y puso en marcha la editorial denominada “Ediciones Asia América” de manera tal de proyectar a los escritores latinoamericanos en esa región de Asia.
Junto a su esposa y otros cuerpos diplomáticos fue embarcado el 17 de junio de 1942 para salir de Japón gracias a un canje de prisioneros. La primera fase de la travesía la realizó en el buque “Asamaru” de bandera nipona hasta el puerto de la ciudad de Lourenço Marques en África Oriental Portuguesa; La segunda travesía la hizo en el buque “Gripsholm” de bandera sueca llegando a Venezuela en el segundo semestre de 1942.
Para el 13 de octubre de 1951 es nombrado cónsul general en Londres, Inglaterra. Vuelve al Japón en diciembre de 1952 como enviado extraordinario y ministro plenipotenciario.

## Condecoraciones
- Orden del Libertador – Gran Cordón – Venezuela
- Orden del Sol Naciente – Gran Cordón – Japón
- Orden Francisco de Miranda – 1° clase – Venezuela

La Orden Francisco de Miranda le fue de gran agrado por lo que hace un comentario bien claro al respecto:

La Orden Francisco de Miranda es una condecoración Masónica, pues se trata del eje impulsor de nuestra orden en Venezuela... y además me fue concedida a petición de la Masonería